# Los hundidos y los salvados
Los hundidos y los salvados es un libro de ensayos del autor italiano Primo Levi. Escrito en 1986 es el último trabajo del autor. Es un análisis del universo de los campos de concentración, reflexionando sobre su experiencia como superviviente del holocausto en el campo de concentración de Auschwitz y relacionándolo con experiencias análogas de la historia reciente, entre ellos los gulag soviéticos. 
Mientras que Si esto es un hombre se centraba más en su experiencia personal, en Los hundidos y los salvados adopta una estilo analítico para abordar temas como la falibilidad de la memoria, las técnicas usadas por los nazis para romper la voluntad de sus prisioneros, el lenguaje usado en los lager, o la naturaleza de la violencia. Algunos de estos temas ya habían sido esbozados en Si esto es un hombre, uno de cuyos capítulos lleva precisamente el mismo nombre. 
Los Hundidos y los Salvados es el resultado final de años de leer, pensar, dar conferencias, recibir cartas, ser preguntado e intentar contestar, contrastar... para al final llegar a conformar una opinión de las preguntas claves que, desde un punto de vista psicológico y sociológico, rodean a lo que fue el holocausto nazi. En el libro Primo Levi desgrana ordenadamente una por una esas ideas con la claridad, la sencillez y la rotundidad del docente que las ha narrado miles de veces y, por ello, está en capacidad de expresarlo de modo conciso y nítido, de anticipar las dudas y de responderlas. Por ello hay quien considera que puede ser el mejor libro jamás escrito sobre los mecanismos psicológicos que subyacen al fenómeno de los campos de concentración nazis. En tanto y en cuanto estos han sido la forma más refinada y brutal de destrucción sistemática física y psicológica de seres humanos de la historia contemporánea, constituye entonces un texto capital para entender al ser humano y a las formas de opresión y resistencia.
La narración describe con lucidez y distanciamiento - a pesar del infierno vivido por experiencia propia - los mecanismos que llevan a la creación de "zonas grises" de poder entre opresores y oprimidos, la corrupción económica y moral de las personas en el sistema de campos de concentración, los fines y la utilización política de tales sistemas, la repetición de dinámicas de comportamiento semejantes en la realidad cotidiana de hoy, etc.

## Contenido
Prefacio: Ya desde el penetramiento de Levi llama la atención sobre la tendencia del público a refutar la existencia de los lager, a disminuir el horror que los testimonios directos han reportado. Tales refutaciones ya eran previstas por los culpables, tanto que solían advertir a los prisioneros que nadie les creería y que de cualquier forma todas las pruebas serían destruidas, cosa que sin embargo no ocurrió. Los SS trataron de hecho, hacia el final, de destruir los documentos y aún campos de exterminio completos - y en algunos casos lo lograron - pero buena parte del material quedó al fin de la guerra. Los mismos comandantes de los SS fueron enviados a lugares poco seguros, con el propósito, según el autor, de ser muertos y no poder entonces confirmar lo que el nazismo había hecho. Además Levi pone atención al hecho de que toda Alemania conociera lo que acaecía en los lager: los indicios eran muchos, como la adquisición de venenos y de hornos crematorios, para no sospechar. A pesar de ello, muchos preferían no indagar.
Capítulo 1- La memoria de los ultrajes: Levi comienza a tratar el argumento principal del libro: la memoria. Parte del presupuesto de que la memoria humana es falaz, condicionada por aquello que se posteriormente y de lo que se lee. Y si para los opresores la memoria pudo ser fácilmente cancelada, es para los oprimidos que el recuerdo de las torturas padecidas no logra desaparecer. Por otro lado, la falibilidad de la memoria puede ser usada en el propio beneficio: muchos son los opresores que se han, voluntariamente, inventado otra memoria, olvidando cuanto habían hecho y reduciéndolo a simples acciones sin ninguna culpa. Según Levi, esta es la forma por la cual muchos cómplices del exterminio se han salvado de su propio sentido de culpa. Tornando a la memoria, también aquellos que han sufrido tienden a crearse una nueva: no para huir de lo que han hecho, porque como se ha dicho son los que han sufrido, sino para huir de aquel recuerdo, para olvidar el sufrimiento, el dolor y la angustia. 
Capítulo 2- La zona gris: el autor trata de los privilegiados en el interior del lager, aquello que él define justamente como 'la zona gris'. Entre estos señala a la escuadra encargada de la operación del crematorio, de la cual Levi habla con detalle. Al final del capítulo se habla también de la figura de Chaim Rumkowski, el Jefe de la Judenrat del gueto de Lodz y firme defensor de las SS, el cual impuso su mando en el interior del gueto de su ciudad.
Capítulo 3- La vergüenza: Levi comienza a hablar de la angustia de la liberación. No se encuentra de hecho, según su parecer, la felicidad al ser liberado, ya que los meses pasados en el lager han modificado profundamente a todos los supervivientes: tanto como para hacerlos avergonzarse de su posición, hacerlos sentir culpables por lo que había sucedido e incluso por lo hecho por los SS. 
Capítulo 4- La comunicación: El autor trata las dificultades lingüísticas, en particular la de los italianos que, juntos en el lager, no podían comprender el alemán. También se habla de la lengua alemana y de su mutación en el interior de los campos, una degradación tal de crear un dialecto propio de todos los lager. 
Capítulo 5- Violencia inútil: Levi trata sobre la violencia sin objeto aparente, sino usada solamente para causar placer al que la ejerce. En este capítulo se describe el ejemplo del viaje en un vagón de carga, la desnudez impuesta a los prisioneros, el tatuaje en el brazo, las tareas inútiles y los experimentos realizados sobre las personas. Levi se esfuerza por comprender tanta violencia inútil y esboza una explicación: "Todo induce a pensar que, bajo el Tercer Reich, la mejor elección, la elección impuesta desde arriba, era la que llevaba consigo la mayor aflicción, la mayor carga de sufrimiento físico y moral. El enemigo no solo debía morir sino morir en el tormento."
Capítulo 6- El intelectual en Auschwitz: El autor discute y comenta un ensayo de Jean Améry, un superviviente del lager. Aquí Levi critica la definición que da Amery del intelectual como conocedor de la cultura humanística y filosófica, y dedicado al pensamiento abstracto (excluyendo así a los científicos y técnicos). Levi propone la figura de un intelectual cuya cultura es viva y no desdeña ningún ramo del saber, siempre pronto a renovarse y acrecentarse. Sin embargo, concuerda con Amery en la consideración final según la cual el trabajo manual, afrontar la rutina de la barraca y asistir al bastardeo de la lengua es más duro y debilitante para el hombre culto que para el inculto. 
Capítulo 7- Estereotipos: Levi responde a tres de las preguntas más frecuentes hacia los supervivientes. La primera se refiere a la fuga de los lager, la segunda a la rebelión contra los carceleros y la tercera se refiere a la emigración para evitar la deportación.
Capítulo 8 - Cartas de alemanes: Levi comenta algunas cartas recibidas después de la publicación de la versión alemana de "Si esto es un hombre" y sobre la base de ello interpreta las reacciones de algunos alemanes confrontados con la realidad de lo ocurrido.